# Ludwig Adolf Wiese

Ludwig Wiese

Ludwig Adolf Wiese (* 30. Dezember 1806 in Herford; † 25. Februar 1900 in Berlin) war ein deutscher Pädagoge und Ministerialbeamter.

## Leben
Ludwig Wiese erhielt den ersten Unterricht in Königsberg in der Neumark, wo sein Vater als Militärbüchsenmacher tätig war. Danach war er Schüler in Kolberg, dann in Berlin an der Garnisonschule und an der Plamannschen Erziehungsanstalt. Zu Ostern 1822 trat er schließlich in die Obertertia des Friedrich-Wilhelms-Gymnasiums in Berlin ein, wo er Ostern 1826 die Reifeprüfung bestand. Anschließend absolvierte er das Studium der Theologie und Philologie an der Friedrich-Wilhelms-Universität Berlin. Ostern 1829 verließ er die Universität und bereitete sich auf den Eintritt in das höhere Lehramt vor. Mit der Dissertation De Valerii Messalae Corvini vita et studiis (Über das Leben und die Studien von Valerius Messala Corvinus) wurde er zum Dr. phil. promoviert und konnte mit diesem Abschluss das Fakultätsexamen ersetzen.
Am 29. September 1829 (Michaelis) trat Wiese sein Probejahr am Friedrich-Wilhelms-Gymnasium in Berlin an. Schon Ostern 1830 wurde er dort als ordentlicher Lehrer angestellt. 1832 wechselte er als Konrektor nach Clausthal, Michaelis 1833 als Konrektor an das Gymnasium in Prenzlau. Michaelis 1838 wurde er zum Professor am Joachimsthalschen Gymnasium in Berlin ernannt, wo er Ordinarius der Prima, Lehrer für Religion, Deutsch, Latein und Griechisch war. 1843 lehnte er den Ruf auf das Direktorat der Landesschule St. Afra in Meißen ab. Dafür erhielt er am Joachimsthalschen Gymnasium den Titel eines Alumnatsinspektors und wurde mit der alleinigen Leitung des Alumnats beauftragt. 1848 wurde er zum Direktor des Marienstiftsgymnasiums in Stettin ernannt, das damals als eines der bedeutendsten in Preußen galt. Er verzichtete aber auf Drängen des Ministers Graf von Schwerin und blieb vorläufig in Berlin. Im Juli 1852 wurde Wiese zum Dezernenten für das höhere Unterrichtswesen im preußischen Kultusministerium ernannt. Von 1856 bis 1870 gehörte er auch der Studienkommission des Kadettenkorps und der Obermilitärstudienkommission an, ab 1864 der Studienkommission der Kriegsakademie. 1865 wurde er zum Mitglied der Oberexaminationskommission für höhere Verwaltungsbeamte ernannt.
1875 trat er in den Ruhestand und ließ sich in Potsdam nieder. Nach seinem Tod wurde aus seinem Privatvermögen eine „Wiese-Spilleke-Stiftung“ zur Unterstützung hilfsbedürftiger Oberlehrerwitwen von Gymnasien, die ihm besonders nahestanden, gegründet. Ausgeschlossen wurden Gymnasien, die den fremdsprachigen Unterricht nicht mehr mit dem Lateinischen beginnen.

## Ehrungen und Auszeichnungen
Wiese wurde 1879 mit der Ehrendoktorwürde der Theologischen Fakultät der Universität Greifswald ausgezeichnet. Die Universität Edinburgh verlieh ihm 1885 den Titel eines Doctor of Law. Zu seinem 90. Geburtstag am 30. Dezember 1896 wurde er zum Ehrenbürger von Potsdam ernannt.
Bereits 1910 beschloss der Herforder Magistrat, eine neue Straße nach Ludwig Wiese zu benennen, dort, wo sein Geburtshaus an der Ecke Johannisstraße/Wiesestraße stand.

## Schriften (Auswahl)
- Bildung und Christentum. Berlin 1852.
- Deutsche Briefe über englische Erziehung. Berlin 1852.
- Über die Stellung der Frauen im Alterthum und in der christlichen Zeit. Berlin 1854.
- Über den Mißbrauch der Sprache. Berlin 1859.
- Das höhere Schulwesen in Preussen. Historisch-statistische Darstellung. Berlin 1864–1902. Band 1, Berlin 1864 (Google Books)
- Verordnungen und Gesetze für die höheren Schulen in Preußen. Berlin 1867–1868
- Lebenserinnerungen und Amtserfahrungen,
  - Band I, Wiegandt & Grieben, Berlin 1886 (Google Books).
  - Band II, Wiegandt & Grieben, Berlin 1886 (Google Books).